# Poemas, Sonetos e Baladas
Poemas, Sonetos e Baladas, também conhecido como O Encontro do Cotidiano, é um livro de poesias publicado por Vinicius de Moraes em 1946 pela Editora Gaveta. Entre outros poemas, contém o "Soneto de Fidelidade", que é um dos mais conhecidos do poeta e posteriormente seria declamado junto com a música "Eu Sei que Vou Te Amar".

## Inspirações
O poema "Marina" é inspirado por um amor de Vinicius, filha de humildes pescadores da praia do Cocotá, Ilha do Governador, praia onde Vinicius morou com seus pais durante a sua adolescência. O biógrafo José Castello especula que seja de Marina o primeiro beijo do poeta. Na época, ambos tinham treze anos de idade.
Já o poema "Rosário" foi inspirado na primeira experiência sexual de Vinicius, com uma  mulher humilde também da praia de Cocotá, durante suas férias de verão. Rosário teria na época 20 anos, cinco anos a mais que ele. Em relatos coletados por José Castello, a familia acredita que Rosário tenha sido um mito, criado pelo poeta para representar sua iniciação sexual.

## Publicação
A primeira edição do livro foi publicada em 1946 (São Paulo: Edições Gaveta), com 22 desenhos do aquarelista e desenhista Carlos Leão. Quando foi reeditado pela Nova Aguilar (1ª ed. 1968; 2ª ed. 1974), na organização de Poesia Completa e Prosa, o crítico literário Afrânio Coutinho altera o nome do livro para O Encontro do Cotidiano, com a anuência de Vinicius.